# Manicina
Manicina is een geslacht van koralen uit de familie Mussidae. De wetenschappelijke naam werd in 1834 voorgesteld door Christian Gottfried Ehrenberg.

## Soort
- Manicina areolata (Linnaeus, 1758)

## Niet langer in dit geslacht
- Manicina amarantum Dana, 1846 = Trachyphyllia geoffroyi (Audouin, 1826)
- Manicina hemprichii Ehrenberg, 1834 = Lobophyllia hemprichii (Ehrenberg, 1834)
- Manicina interrupta Ehrenberg, 1834 = Gyrosmilia interrupta (Ehrenberg, 1834)